# Куросио
Куроси́о (яп. 黒潮, «тёмное течение»,«чёрное течение»); иногда Япо́нское тече́ние — тёплое течение у южных и восточных берегов Японии в Тихом океане. Куросио переносит тёплые и солёные воды Южно-Китайского и Восточно-Китайского морей в более северные широты, значительно смягчая их климат. Хотя основная струя Куросио в Японское море не заходит, три его ветви (Восточно-Корейское течение, Цусимское течение и безымянная ветвь между ними) проникают в его акваторию через Цусимский пролив, а их остатки заходят далее в Охотское море в виде течения Соя. Ветви тёплого течения Куросио проникают в среднем до 40° с. ш. и далее к северу. Скорость течения приблизительно от 6 км/ч на юге до 1—2 км/ч на севере. Температура воды в августе на юге от 28 °C до 25 °C на севере, в феврале соответственно от 18 °C до 12 °C.

## Особенности
В целом восточный край течения менее определённый, чем западный. На западном краю обнаруживается резкая разница в поверхностных температурах при переходе от вод течения к западу, подобно «холодной стене» у Гольфстрима, хотя не в такой степени. Вообще течение Куросио во многих отношениях подобно Гольфстриму. Течение оказывает значительное влияние на климат островов Сикоку, Хонсю и Кюсю.